# آنتونیو کابرینی
آنتونیو کابرینی (به ایتالیایی: Antonio Cabrini) بازیکن سابق فوتبال و اهل ایتالیا است

## تیم ملی
از سال ۱۹۷۸ میلادی عضو تیم ملی فوتبال ایتالیا بوده و در ۷۳ بازی ملی حضور داشته‌است. او در بازی‌های ملی‌اش ۹ گل به ثمر رساند.
آنتونیو کابرینی آخرین بازی ملی خود را در سال ۱۹۸۷ میلادی انجام داد.